# Діаграма прецедентів

Приклад діаграми прецедентів

Діаграма прецедентів (або діаграма варіантів використання) (англ. Use case diagram) — в UML, діаграма, на якій зображено відношення між акторами та прецедентами в системі.
Діаграма прецедентів показує різні варіанти використання та різні типи користувачів системи і часто супроводжується іншими типами діаграм. Варіанти використання представлені колами або еліпсами. Актори (дійові особи) часто зображуються у вигляді паличок.

## Нотація

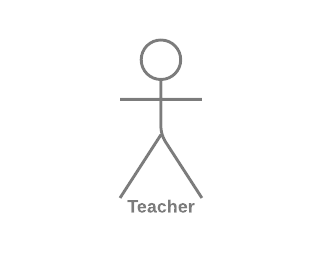
Актор (дійова особа) на діаграмі прецедентів

### Загальний опис
Діаграма прецедентів є графом, що складається з множини акторів, прецедентів (варіантів використання) обмежених межею системи (прямокутник), асоціацій між акторами та прецедентами, відношень серед прецедентів, та відношень узагальнення між акторами. Діаграми прецедентів відображають елементи моделі варіантів використання.
Суть діаграми прецедентів полягає в тому, що проєктована система подається у вигляді множини сутностей чи акторів, що взаємодіють із системою за допомогою так званих варіантів використання. Варіант використання (англ. use case) використовують для описання послуг, які система надає актору. Іншими словами, кожен варіант використання визначає деякий набір дій, який виконує система під час діалогу з актором. При цьому нічого не говориться про те, яким чином буде реалізовано взаємодію акторів із системою.

### Актори
Актори класифікуються на первинних (тж. активних) акторів (англ. primary actors, active actors) і вторинних (тж. пасивних) акторів  (англ. secondary actors,  passive actors). Первинні актори ініціюють варіант використання і, отже, є дещо незалежними. Вторинні актори, з іншого боку, використовуються системою, але вони не взаємодіють з системою самостійно. Іншими словами, вторинні актори не ініціюють жодного варіанту використання. Символ актора не робить різниці між первинним і вторинним актором; різниця може бути визначена шляхом використання спрямованоЇ асоціації (від первинного актора до варианта використання і від варіанта використання до вторинного актора) та повинна бути виведена з описів варіантів використання (англ. use case descriptions), які також називаються розповідями про варіанти використання (англ. use case narratives).

### Відношення
У мові UML є кілька стандартних видів відношень між акторами і варіантами використання:
- асоціації (англ. association relationship)
- включення (англ. include relationship)
- розширення (англ. extend relationship)
- узагальнення (англ. generalization relationship)

При цьому загальні властивості варіантів використання можна подати трьома різними способами, а саме — за допомогою відношень включення, розширення та узагальнення.
Відношення асоціації — одне з фундаментальних понять у мові UML і в тій чи іншій мірі використовується під час побудови всіх графічних моделей систем у формі канонічних діаграм.
Включення (англ. include) у мові UML — це різновид відношення залежності між базовим варіантом використання і його окремим випадком. При цьому відношенням залежності (англ. dependency) є таке відношення між двома елементами моделі, за якого зміна одного елемента (незалежного) спричиняє зміну іншого елемента (залежного).
Відношення розширення (англ. extend) визначає взаємозв'язок базового варіанту використання з іншим варіантом використання, функціональна поведінка якого залучається базовим не завжди, а тільки за виконання додаткових умов.